# Alta montagna
Per alta montagna si intende di solito la parte della montagna che si eleva sopra i 1500 metri di altitudine.

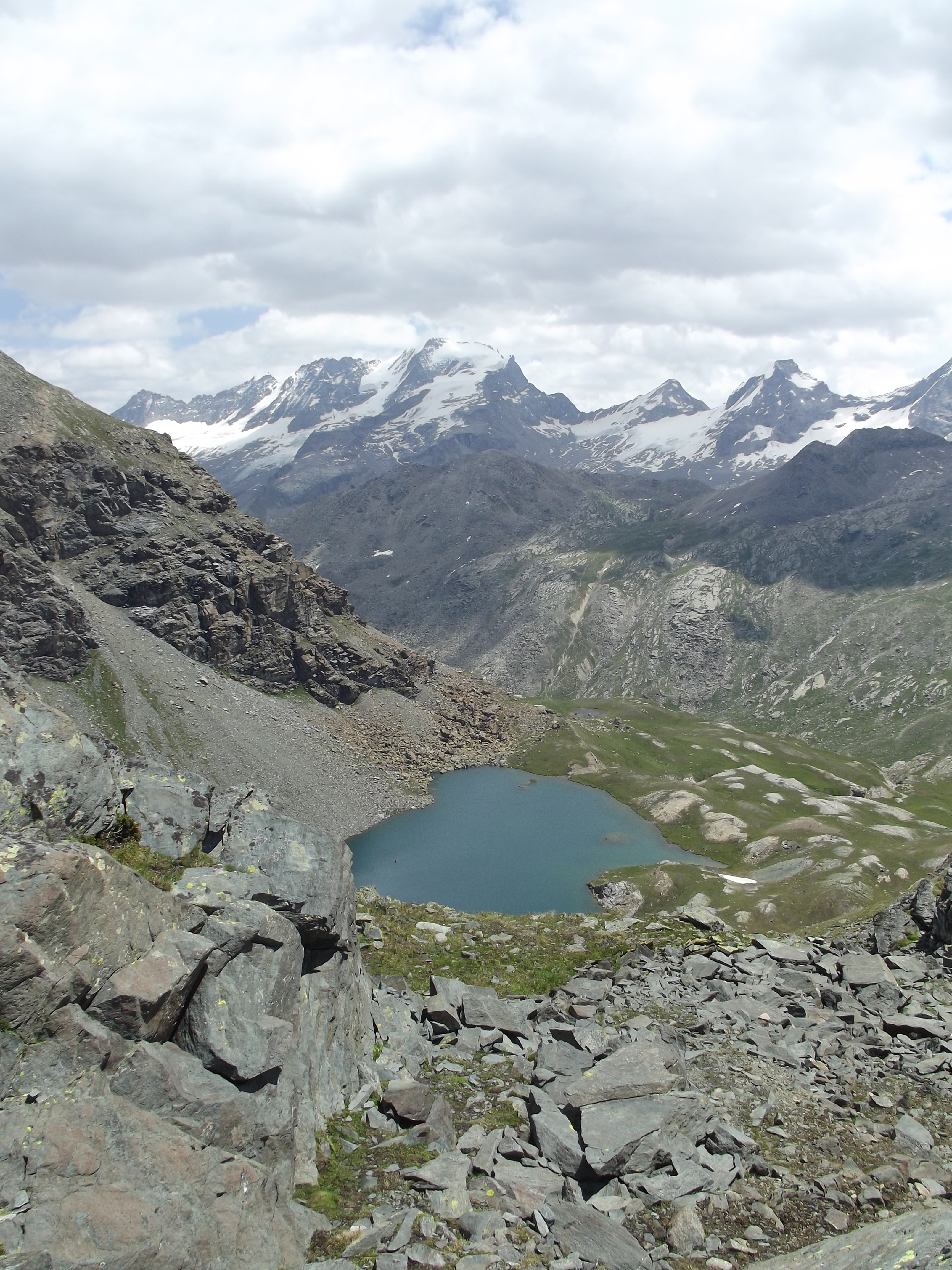
Tipico paesaggio di alta montagna, al di sotto del limite delle nevi perenni: si osserva un laghetto alpino impostatosi in una conca, a sinistra una piccola conoide di detrito di falda, in primo piano si nota l'effetto della disgregazione meccanica per meteorizzazione delle rocce affioranti, producente frammenti rocciosi spigolosi, la morfologia nella valle sottostante è modellata dall'azione di ghiacciai oggi scomparsi

## Descrizione
Per definirla, vengono usati anche criteri di altro tipo quali la tipologia di vegetazione, la difficoltà di scalata dal punto di vista alpinistico, l'inquinamento presente, ecc. Altro criterio importante per definire l'alta montagna è la latitudine. In paesi più vicini all'equatore la quota indicativa di definizione può essere più alta. 

### L'interesse per l'alta montagna
Nei secoli passati l'alta montagna non aveva mai rivestito un interesse particolare per l'uomo non avendo grandi risorse per la sopravvivenza. Solamente per motivi particolari ci si avventurava in alta montagna.
Dalla metà del XVIII secolo si è incominciato ad interessarsi all'alta montagna e a cercare di raggiungere posti sempre più inaccessibili. La conquista della vetta del monte Bianco avvenuta nel 1786 ha segnato una tappa importante dell'esplorazione dell'alta montagna. Nel XIX secolo l'alpinismo nascente ha raggiunto via via tutte le principali vette delle Alpi e delle altre importanti catene sparse sulla terra.

### Attività sportive in alta montagna
Sia la bassa che l'alta montagna ospitano varie attività sportive tanto estive quanto invernali. Le attività invernali sono più legate alla presenza della neve o del ghiaccio (spesso presenti anche in estate ad altitudini e quote favorevoli); quelle estive vanno dall'escursionismo all'arrampicata.
L'alta montagna esige sovente una preparazione specifica e delle tecniche di salita da acquisire. La salita in alta montagna può essere tanto uno sforzo fisico quanto una prova mentale; in particolare la salita alle vette riveste un interesse ed un impegno sovente non indifferente.
Una difficoltà particolare per la salita in alta montagna è il cosiddetto mal di montagna che si può verificare generalmente oltre i 2.500 metri di altitudine.